# 摩尔人作坊

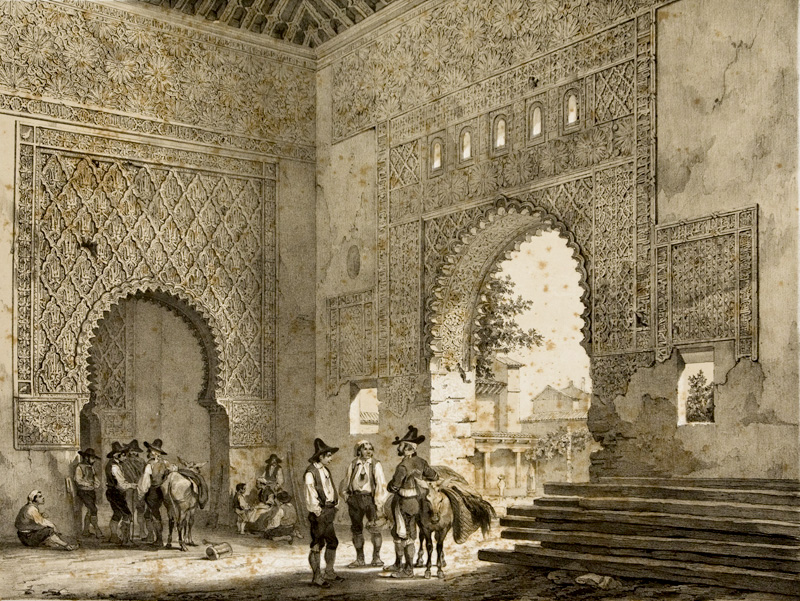

摩尔人作坊（西班牙语：Taller del Moro）是一个博物馆 位于西班牙卡斯蒂利亚-拉曼查自治区托莱多。它坐落在一座14世纪的穆德哈尔宫殿内，收藏着14世纪和15世纪的穆德哈尔艺术品和手工艺品。它的名字是因为，根据传统，这个地方在中世纪曾是托莱多主教座堂工厂材料的仓库和修理店。
在右边的房间里，有木制手工艺品的展览，特别是老房子使用过的横梁，门楣，木雕和雕刻的石碑。左侧的房间则专注于考古遗迹，和保留墓碑。